# Stamboom Wilhelmina van Oranje-Nassau (1880-1962)

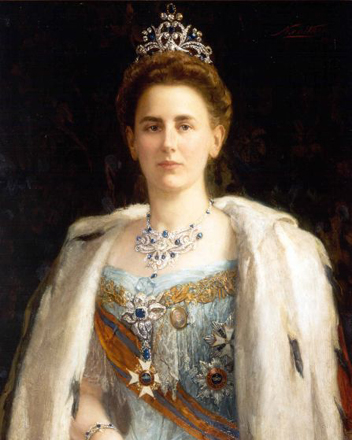
Koningin Wilhelmina

Dit is de stamboom van Wilhelmina van Oranje-Nassau, 1880-1962. Koningin Wilhelmina was van 1890 tot 1948 Koningin der Nederlanden.
| Stamboom Wilhelmina van Oranje-Nassau (1880-1962)                                            | Stamboom Wilhelmina van Oranje-Nassau (1880-1962)                                    | Stamboom Wilhelmina van Oranje-Nassau (1880-1962)                                          | Stamboom Wilhelmina van Oranje-Nassau (1880-1962)                                            | Stamboom Wilhelmina van Oranje-Nassau (1880-1962)                                                        | Stamboom Wilhelmina van Oranje-Nassau (1880-1962)                                                                       | Stamboom Wilhelmina van Oranje-Nassau (1880-1962)                                                                       | Stamboom Wilhelmina van Oranje-Nassau (1880-1962)                                                | Stamboom Wilhelmina van Oranje-Nassau (1880-1962)                                                  | Stamboom Wilhelmina van Oranje-Nassau (1880-1962)                                                  | Stamboom Wilhelmina van Oranje-Nassau (1880-1962)                                                  | Stamboom Wilhelmina van Oranje-Nassau (1880-1962)                                                       | Stamboom Wilhelmina van Oranje-Nassau (1880-1962)                                                       | Stamboom Wilhelmina van Oranje-Nassau (1880-1962)                                              | Stamboom Wilhelmina van Oranje-Nassau (1880-1962)                                             | Stamboom Wilhelmina van Oranje-Nassau (1880-1962)                                       | Stamboom Wilhelmina van Oranje-Nassau (1880-1962)                                             |
| -------------------------------------------------------------------------------------------- | ------------------------------------------------------------------------------------ | ------------------------------------------------------------------------------------------ | -------------------------------------------------------------------------------------------- | --- | --- | --- | ------------------------------------------------------------------------------------------------ | -------------------------------------------------------------------------------------------------- | -------------------------------------------------------------------------------------------------- | -------------------------------------------------------------------------------------------------- | --- | --- | ---------------------------------------------------------------------------------------------- | --------------------------------------------------------------------------------------------- | --------------------------------------------------------------------------------------- | --------------------------------------------------------------------------------------------- |
| Oudouders                                                                                    | Willem IV van Oranje-Nassau (1711-1751) x 1734 Anna van Hannover (1709-1759)         | August Willem van Pruisen (1722-1758) x 1742 Amalia van Brunswijk-Wolfenbüttel (1722-1780) | August Willem van Pruisen (1722-1758) x 1742 Amalia van Brunswijk-Wolfenbüttel (1722-1780)   | Lodewijk IX van Hessen-Darmstadt (1719-1790) x 1741 Henriëtte Caroline van Palts-Zweibrücken (1721-1774) | Karel Frederik van Holstein-Gottorp x 1725 Anna Petrovna                                                                | Christiaan August van Anhalt-Zerbst x 1727 Johanna Elisabeth van Sleeswijk-Holstein-Gottorp                             | Karel Alexander van Württemberg (1684-1737) x 1727 Maria Augusta van Thurn und Taxis (1706-1756) | Frederik Willem van Brandenburg-Schwedt (1700-1771) x 1734 Sophia Dorothea van Pruisen (1719-1765) | Karel van Waldeck-Pyrmont (1704-1763) x 1741 Christiane van Birkenfeld-Bischweiler (1725-1816)     | August van Schwarzburg Sondershausen (1738-1806) x Christine van Anhalt Bernburg (1746-1823)       | Karel van Anhalt-Bernburg-Schaumburg-Hoym (1723-1806) x 1765 Eleonora van Solms-Baruth (1734-1811)      | Karel Christiaan van Nassau-Weilburg (1735-1788) x 1760 Carolina van Oranje-Nassau (1743-1787)          | Karel Christiaan van Nassau-Weilburg (1735-1788) x 1760 Carolina van Oranje-Nassau (1743-1787) | Willem Georg van Sayn-Hachenburg (1751-1777) x Isabella Augusta Reuß zu Greiz (1752-1824)     | Frederik I van Württemberg (1754-1816) 1780 Augusta van Brunswijk (1764-1788)           | Frederik van Saksen-Altenburg (1763-1834) 1785 Charlotte van Mecklenburg-Strelitz (1769-1818) |
| Betovergrootouders                                                                           | Willem V van Oranje-Nassau (1748-1806) x 1767 Wilhelmina van Pruisen (1751-1820)     | Willem V van Oranje-Nassau (1748-1806) x 1767 Wilhelmina van Pruisen (1751-1820)           | Frederik Willem II van Pruisen (1744-1797) x 1769 Frederika van Hessen-Darmstadt (1751-1805) | Frederik Willem II van Pruisen (1744-1797) x 1769 Frederika van Hessen-Darmstadt (1751-1805)             | Peter III Fjodorovitsj (1728-1762) x Sophie Augusta Frederika van Anhalt-Zerbst-Dornburg (1729-1796) Catharina de Grote | Peter III Fjodorovitsj (1728-1762) x Sophie Augusta Frederika van Anhalt-Zerbst-Dornburg (1729-1796) Catharina de Grote | Frederik II van Württemberg (1732-1797) x Frederika Dorothea van Brandenburg-Schwedt (1736-1798) | Frederik II van Württemberg (1732-1797) x Frederika Dorothea van Brandenburg-Schwedt (1736-1798)   | George I van Waldeck-Pyrmont (1747-1813) x Augusta van Schwarzburg-Ebeleben (1766-1849)            | George I van Waldeck-Pyrmont (1747-1813) x Augusta van Schwarzburg-Ebeleben (1766-1849)            | Victor II van Anhalt-Bernburg-Schaumburg-Hoym (1767-1812) x 1793 Amalie van Nassau-Weilberg (1776-1841) | Victor II van Anhalt-Bernburg-Schaumburg-Hoym (1767-1812) x 1793 Amalie van Nassau-Weilberg (1776-1841) | Frederik Willem van Nassau-Weilburg (1768-1816) x 1788 Louise van Sayn-Hachenburg (1772-1827)  | Frederik Willem van Nassau-Weilburg (1768-1816) x 1788 Louise van Sayn-Hachenburg (1772-1827) | Paul van Württemberg (1785-1852) x 1805 Charlotte van Saksen-Hildburghausen (1787-1847) | Paul van Württemberg (1785-1852) x 1805 Charlotte van Saksen-Hildburghausen (1787-1847)       |
| Overgrootouders                                                                              | Willem I van Oranje-Nassau (1772-1843) x 1791 Wilhelmina van Pruisen (1774-1837)     | Willem I van Oranje-Nassau (1772-1843) x 1791 Wilhelmina van Pruisen (1774-1837)           | Willem I van Oranje-Nassau (1772-1843) x 1791 Wilhelmina van Pruisen (1774-1837)             | Willem I van Oranje-Nassau (1772-1843) x 1791 Wilhelmina van Pruisen (1774-1837)                         | Paul I Romanov (1754-1801) x 1776 Sophia Dorothea van Württemberg (1759-1828) Maria Fjodorovna                          | Paul I Romanov (1754-1801) x 1776 Sophia Dorothea van Württemberg (1759-1828) Maria Fjodorovna                          | Paul I Romanov (1754-1801) x 1776 Sophia Dorothea van Württemberg (1759-1828) Maria Fjodorovna   | Paul I Romanov (1754-1801) x 1776 Sophia Dorothea van Württemberg (1759-1828) Maria Fjodorovna     | George van Waldeck-Pyrmont (1789-1845) x 1823 Emma van Anhalt-Bernburg-Schaumburg-Hoym (1802-1858) | George van Waldeck-Pyrmont (1789-1845) x 1823 Emma van Anhalt-Bernburg-Schaumburg-Hoym (1802-1858) | George van Waldeck-Pyrmont (1789-1845) x 1823 Emma van Anhalt-Bernburg-Schaumburg-Hoym (1802-1858)      | George van Waldeck-Pyrmont (1789-1845) x 1823 Emma van Anhalt-Bernburg-Schaumburg-Hoym (1802-1858)      | Willem van Nassau (1792-1839) x 1829 Pauline van Württemberg (1810-1856)                       | Willem van Nassau (1792-1839) x 1829 Pauline van Württemberg (1810-1856)                      | Willem van Nassau (1792-1839) x 1829 Pauline van Württemberg (1810-1856)                | Willem van Nassau (1792-1839) x 1829 Pauline van Württemberg (1810-1856)                      |
| Grootouders                                                                                  | Willem II van Oranje-Nassau (1792-1849) x 1816 Anna Romanov (1795-1865)              | Willem II van Oranje-Nassau (1792-1849) x 1816 Anna Romanov (1795-1865)                    | Willem II van Oranje-Nassau (1792-1849) x 1816 Anna Romanov (1795-1865)                      | Willem II van Oranje-Nassau (1792-1849) x 1816 Anna Romanov (1795-1865)                                  | Willem II van Oranje-Nassau (1792-1849) x 1816 Anna Romanov (1795-1865)                                                 | Willem II van Oranje-Nassau (1792-1849) x 1816 Anna Romanov (1795-1865)                                                 | Willem II van Oranje-Nassau (1792-1849) x 1816 Anna Romanov (1795-1865)                          | Willem II van Oranje-Nassau (1792-1849) x 1816 Anna Romanov (1795-1865)                            | George Victor van Waldeck-Pyrmont (1831-1893) x 1853 Helena van Nassau (1831-1888)                 | George Victor van Waldeck-Pyrmont (1831-1893) x 1853 Helena van Nassau (1831-1888)                 | George Victor van Waldeck-Pyrmont (1831-1893) x 1853 Helena van Nassau (1831-1888)                      | George Victor van Waldeck-Pyrmont (1831-1893) x 1853 Helena van Nassau (1831-1888)                      | George Victor van Waldeck-Pyrmont (1831-1893) x 1853 Helena van Nassau (1831-1888)             | George Victor van Waldeck-Pyrmont (1831-1893) x 1853 Helena van Nassau (1831-1888)            | George Victor van Waldeck-Pyrmont (1831-1893) x 1853 Helena van Nassau (1831-1888)      | George Victor van Waldeck-Pyrmont (1831-1893) x 1853 Helena van Nassau (1831-1888)            |
| Ouders                                                                                       | Willem III van Oranje-Nassau (1817-1890) x 1879 Emma van Waldeck-Pyrmont (1858-1934) | Willem III van Oranje-Nassau (1817-1890) x 1879 Emma van Waldeck-Pyrmont (1858-1934)       | Willem III van Oranje-Nassau (1817-1890) x 1879 Emma van Waldeck-Pyrmont (1858-1934)         | Willem III van Oranje-Nassau (1817-1890) x 1879 Emma van Waldeck-Pyrmont (1858-1934)                     | Willem III van Oranje-Nassau (1817-1890) x 1879 Emma van Waldeck-Pyrmont (1858-1934)                                    | Willem III van Oranje-Nassau (1817-1890) x 1879 Emma van Waldeck-Pyrmont (1858-1934)                                    | Willem III van Oranje-Nassau (1817-1890) x 1879 Emma van Waldeck-Pyrmont (1858-1934)             | Willem III van Oranje-Nassau (1817-1890) x 1879 Emma van Waldeck-Pyrmont (1858-1934)               | Willem III van Oranje-Nassau (1817-1890) x 1879 Emma van Waldeck-Pyrmont (1858-1934)               | Willem III van Oranje-Nassau (1817-1890) x 1879 Emma van Waldeck-Pyrmont (1858-1934)               | Willem III van Oranje-Nassau (1817-1890) x 1879 Emma van Waldeck-Pyrmont (1858-1934)                    | Willem III van Oranje-Nassau (1817-1890) x 1879 Emma van Waldeck-Pyrmont (1858-1934)                    | Willem III van Oranje-Nassau (1817-1890) x 1879 Emma van Waldeck-Pyrmont (1858-1934)           | Willem III van Oranje-Nassau (1817-1890) x 1879 Emma van Waldeck-Pyrmont (1858-1934)          | Willem III van Oranje-Nassau (1817-1890) x 1879 Emma van Waldeck-Pyrmont (1858-1934)    | Willem III van Oranje-Nassau (1817-1890) x 1879 Emma van Waldeck-Pyrmont (1858-1934)          |
| Wilhelmina van Oranje-Nassau (1880-1962) x 1901 Hendrik van Mecklenburg-Schwerin (1876-1934) |                                                                                      |                                                                                            |                                                                                              | | | |                                                                                                  | | | | | |                                                                                                |                                                                                               |                                                                                         |                                                                                               |
| Kinderen                                                                                     | Juliana (1909-2004) x 1937 Bernhard van Lippe-Biesterfeld (1911-2004)                | Juliana (1909-2004) x 1937 Bernhard van Lippe-Biesterfeld (1911-2004)                      | Juliana (1909-2004) x 1937 Bernhard van Lippe-Biesterfeld (1911-2004)                        | Juliana (1909-2004) x 1937 Bernhard van Lippe-Biesterfeld (1911-2004)                                    | Juliana (1909-2004) x 1937 Bernhard van Lippe-Biesterfeld (1911-2004)                                                   | Juliana (1909-2004) x 1937 Bernhard van Lippe-Biesterfeld (1911-2004)                                                   | Juliana (1909-2004) x 1937 Bernhard van Lippe-Biesterfeld (1911-2004)                            | Juliana (1909-2004) x 1937 Bernhard van Lippe-Biesterfeld (1911-2004)                              | Juliana (1909-2004) x 1937 Bernhard van Lippe-Biesterfeld (1911-2004)                              | Juliana (1909-2004) x 1937 Bernhard van Lippe-Biesterfeld (1911-2004)                              | Juliana (1909-2004) x 1937 Bernhard van Lippe-Biesterfeld (1911-2004)                                   | Juliana (1909-2004) x 1937 Bernhard van Lippe-Biesterfeld (1911-2004)                                   | Juliana (1909-2004) x 1937 Bernhard van Lippe-Biesterfeld (1911-2004)                          | Juliana (1909-2004) x 1937 Bernhard van Lippe-Biesterfeld (1911-2004)                         | Juliana (1909-2004) x 1937 Bernhard van Lippe-Biesterfeld (1911-2004)                   | Juliana (1909-2004) x 1937 Bernhard van Lippe-Biesterfeld (1911-2004)                         |
| Kleinkinderen                                                                                | Beatrix (1938) x 1966 Claus van Amsberg (1926-2002)                                  | Beatrix (1938) x 1966 Claus van Amsberg (1926-2002)                                        | Beatrix (1938) x 1966 Claus van Amsberg (1926-2002)                                          | Beatrix (1938) x 1966 Claus van Amsberg (1926-2002)                                                      | Irene (1939) x 1964-1981 Carel Hugo van Bourbon-Parma (1930-2010)                                                       | Irene (1939) x 1964-1981 Carel Hugo van Bourbon-Parma (1930-2010)                                                       | Irene (1939) x 1964-1981 Carel Hugo van Bourbon-Parma (1930-2010)                                | Irene (1939) x 1964-1981 Carel Hugo van Bourbon-Parma (1930-2010)                                  | Margriet (1943) x 1967 Pieter van Vollenhoven (1939)                                               | Margriet (1943) x 1967 Pieter van Vollenhoven (1939)                                               | Margriet (1943) x 1967 Pieter van Vollenhoven (1939)                                                    | Margriet (1943) x 1967 Pieter van Vollenhoven (1939)                                                    | Christina (1947-2019) x 1975-1996 Jorge Guillermo (1946)                                       | Christina (1947-2019) x 1975-1996 Jorge Guillermo (1946)                                      | Christina (1947-2019) x 1975-1996 Jorge Guillermo (1946)                                | Christina (1947-2019) x 1975-1996 Jorge Guillermo (1946)                                      |
| Achterkleinkinderen                                                                          | Willem-Alexander (1967) x 2002 Maxima (1971)                                         | Friso (1968-2013) x 2004 Mabel (1968)                                                      | Friso (1968-2013) x 2004 Mabel (1968)                                                        | Constantijn (1969) x 2001 Laurentien (1966)                                                              | Carlos (1970) x 2010 Annemarie (1977)                                                                                   | Margarita (1972) x 2001-2006 Edwin (1966) x 2008 Tjalling (1975)                                                        | Jaime (1972) x 2013 Viktória (1982)                                                              | Carolina (1974) x 2012 Albert (1974)                                                               | Maurits (1968) x 1998 Marilène (1970)                                                              | Bernhard jr (1969) x 2000 Annette (1972)                                                           | Pieter Christiaan (1972) x 2005 Anita (1969)                                                            | Floris (1975) x 2005 Aimée (1977)                                                                       | Bernardo (1977) x 2009 Eva (1978)                                                              | Nicolás (1979)                                                                                | Juliana (1981) x Tao Bodhi                                                              | Juliana (1981) x Tao Bodhi                                                                    |
| Achterkleinkinderen                                                                          | Catharina-Amalia (2003) Alexia (2005) Ariane (2007)                                  | Luana (2005) Zaria (2006)                                                                  | Luana (2005) Zaria (2006)                                                                    | Eloise (2002) Claus-Casimir (2004) Leonore (2006)                                                        | Carlos (1997) (buitenechtelijk) Luisa (2012) Cecilia (2013) Carlos (2016)                                               | Julia (2008) Paola (2011)                                                                                               | Zita (2014) Gloria (2016)                                                                        | Alaïa-Maria (2014) Xavier (2015)                                                                   | Anna (2001) Lucas (2002) Felicia (2005)                                                            | Isabella (2002) Samuel (2004) Benjamin (2008)                                                      | Emma (2006) Pieter (2008)                                                                               | Magali (2007) Eliane (2009) Willem Jan (2013)                                                           | Isabel (2009) Julian (2011)                                                                    | -                                                                                             | Kai (2014) Numa (2016) Aida (2019)                                                      | Kai (2014) Numa (2016) Aida (2019)                                                            |